# Liste des communes traversées par la Loire
Liste des 344 communes dont le territoire est traversé ou bordé par la Loire, par département, depuis la source jusqu'à l'estuaire.

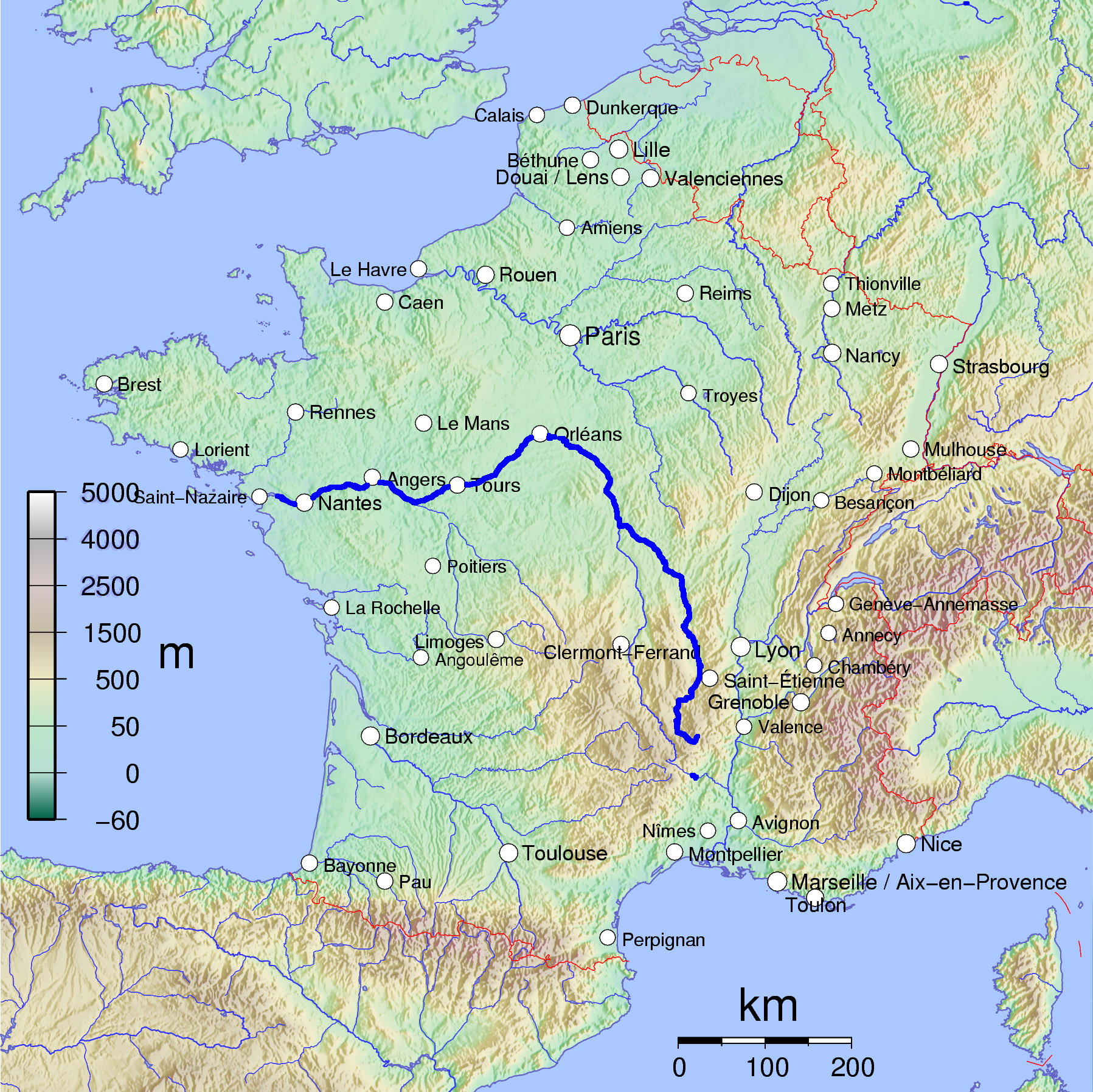
Cours de la Loire.

## Ardèche (8 communes)
Sainte-Eulalie, Sagnes-et-Goudoulet, Usclades-et-Rieutord, Cros-de-Géorand, Saint-Cirgues-en-Montagne, Le Lac-d'Issarlès, Lachapelle-Graillouse, Issarlès

## Haute-Loire (33 communes)
Lafarre, Salettes, Vielprat, Arlempdes, Goudet, Saint-Martin-de-Fugères, Le Brignon, Chadron, Solignac-sur-Loire, Cussac-sur-Loire, Coubon, Saint-Germain-Laprade, Brives-Charensac, Chadrac, Le Monteil, Polignac, Chaspinhac, Blanzac, Lavoûte-sur-Loire, Beaulieu, Saint-Vincent, Vorey, Roche-en-Régnier, Chamalières-sur-Loire, Retournac, Beaux, Saint-Maurice-de-Lignon, Beauzac, Monistrol-sur-Loire, Bas-en-Basset, La Chapelle-d'Aurec, Malvalette, Aurec-sur-Loire

## Loire (50 communes)
Saint-Maurice-en-Gourgois, Saint-Paul-en-Cornillon, Caloire, Unieux, Saint-Étienne (Saint-Victor-sur-Loire), Chambles, Saint-Just-Saint-Rambert, Bonson, Saint-Cyprien, Andrézieux-Bouthéon, Veauchette, Veauche, Craintilleux, Rivas, Cuzieu, Unias, Boisset-lès-Montrond, Montrond-les-Bains, Chalain-le-Comtal, Marclopt, Magneux-Haute-Rive, Saint-Laurent-la-Conche, Chambéon, Feurs, Civens, Cleppé, Épercieux-Saint-Paul, Mizérieux, Nervieux, Balbigny, Saint-Marcel-de-Félines, Saint-Georges-de-Baroille, Pinay, Saint-Jodard, Saint-Priest-la-Roche, Vézelin-sur-Loire, Bully, Cordelle, Saint-Jean-Saint-Maurice-sur-Loire, Villerest, Commelle-Vernay, Le Coteau, Roanne, Perreux, Vougy, Mably, Pouilly-sous-Charlieu, Briennon, Saint-Nizier-sous-Charlieu, Saint-Pierre-la-Noaille

## Saône-et-Loire (21 communes)
Iguerande, Melay, Saint-Martin-du-Lac, Artaix, Marcigny, Chambilly, Baugy, Bourg-le-Comte, Vindecy, L'Hôpital-le-Mercier, Saint-Yan, Varenne-Saint-Germain, Digoin, La Motte-Saint-Jean, Saint-Agnan, Perrigny-sur-Loire, Gilly-sur-Loire, Saint-Aubin-sur-Loire, Bourbon-Lancy, Vitry-sur-Loire, Cronat

## Allier (12 communes)
Avrilly, Luneau, Chassenard, Molinet, Coulanges, Pierrefitte-sur-Loire, Diou, Dompierre-sur-Besbre, Beaulon, Garnat-sur-Engièvre, Saint-Martin-des-Lais, Gannay-sur-Loire

## Nièvre (36 communes)
Saint-Hilaire-Fontaine, Lamenay-sur-Loire, Charrin, Cossaye, Devay, Decize, Saint-Léger-des-Vignes, Sougy-sur-Loire, Avril-sur-Loire, Druy-Parigny, Fleury-sur-Loire, Béard, Luthenay-Uxeloup, Saint-Ouen-sur-Loire, Imphy, Chevenon, Sauvigny-les-Bois, Saint-Éloi, Sermoise-sur-Loire, Nevers, Challuy, Gimouille, Marzy, Fourchambault, Garchizy, Germigny-sur-Loire, Tronsanges, La Marche, La Charité-sur-Loire, Mesves-sur-Loire, Pouilly-sur-Loire, Tracy-sur-Loire, Cosne-Cours-sur-Loire, Myennes, La Celle-sur-Loire, Neuvy-sur-Loire

## Cher (17 communes)
Cuffy, Cours-les-Barres, Jouet-sur-l'Aubois, Marseilles-lès-Aubigny, Beffes, Saint-Léger-le-Petit, La Chapelle-Montlinard, Herry, Couargues, Thauvenay, Ménétréol-sous-Sancerre, Saint-Satur, Bannay, Boulleret, Léré, Sury-près-Léré, Belleville-sur-Loire

## Loiret (47 communes)
Beaulieu-sur-Loire, Bonny-sur-Loire, Ousson-sur-Loire, Châtillon-sur-Loire, Saint-Firmin-sur-Loire, Briare, Saint-Brisson-sur-Loire, Saint-Martin-sur-Ocre, Gien, Poilly-lez-Gien, Nevoy, Saint-Gondon, Dampierre-en-Burly, Lion-en-Sullias, Ouzouer-sur-Loire, Saint-Aignan-le-Jaillard, Saint-Père-sur-Loire, Sully-sur-Loire, Saint-Benoît-sur-Loire, Guilly, Germigny-des-Prés, Sigloy, Châteauneuf-sur-Loire, Ouvrouer-les-Champs, Saint-Denis-de-l'Hôtel, Jargeau, Mardié, Bou, Sandillon, Chécy, Saint-Denis-en-Val, Combleux, Saint-Jean-de-Braye, Saint-Jean-le-Blanc, Orléans, Saint-Jean-de-la-Ruelle, Saint-Pryvé-Saint-Mesmin, La Chapelle-Saint-Mesmin, Chaingy, Saint-Ay, Mareau-aux-Prés, Meung-sur-Loire, Dry, Baule, Lailly-en-Val, Beaugency, Tavers

## Loir-et-Cher (21 communes)
Saint-Laurent-Nouan, Avaray, Courbouzon, Muides-sur-Loire, Saint-Dyé-sur-Loire, Suèvres, Maslives, Montlivault, Cour-sur-Loire, Menars, Saint-Claude-de-Diray, Saint-Denis-sur-Loire, Vineuil, La Chaussée-Saint-Victor, Blois, Chailles, Candé-sur-Beuvron, Valloire-sur-Cisse, Chaumont-sur-Loire, Veuzain-sur-Loire, Rilly-sur-Loire

## Indre-et-Loire (36 communes)
Mosnes, Cangey, Limeray, Chargé, Pocé-sur-Cisse, Amboise, Nazelles-Négron, Lussault-sur-Loire, Noizay, Vernou-sur-Brenne, Montlouis-sur-Loire, Vouvray, La Ville-aux-Dames, Rochecorbon, Saint-Pierre-des-Corps, Tours, Saint-Cyr-sur-Loire, La Riche, Fondettes, Saint-Genouph, Luynes, Berthenay, Saint-Étienne-de-Chigny, Cinq-Mars-la-Pile, Villandry, La Chapelle-aux-Naux, Langeais, Bréhémont, Coteaux-sur-Loire, Rigny-Ussé, Huismes, La Chapelle-sur-Loire, Avoine, Chouzé-sur-Loire, Savigny-en-Véron, Candes-Saint-Martin

## Maine-et-Loire (31 communes)
Montsoreau, Turquant, Varennes-sur-Loire, Parnay, Souzay-Champigny, Villebernier, Saumur, Saint-Clément-des-Levées, Gennes-Val-de-Loire, La Ménitré, Brissac Loire Aubance, Loire-Authion, Blaison-Saint-Sulpice, Les Garennes sur Loire, Les Ponts-de-Cé, Mûrs-Erigné, Sainte-Gemmes-sur-Loire, Saint-Jean-de-la-Croix, Bouchemaine, Denée, Savennières, Béhuard, Rochefort-sur-Loire, La Possonnière, Chalonnes-sur-Loire, Saint-Georges-sur-Loire, Saint-Germain-des-Prés, Champtocé-sur-Loire, Ingrandes-le-Fresne-sur-Loire, Mauges-sur-Loire, Orée d'Anjou

## Loire-Atlantique (32 communes)
Montrelais, Loireauxence, Vair-sur-Loire, Ancenis-Saint-Géréon, Oudon, Le Cellier, Mauves-sur-Loire, Divatte-sur-Loire, Thouaré-sur-Loire, Saint-Julien-de-Concelles, Sainte-Luce-sur-Loire, Basse-Goulaine, Saint-Sébastien-sur-Loire, Nantes, Rezé, Saint-Herblain, Bouguenais, Indre, Saint-Jean-de-Boiseau, Couëron, Le Pellerin, Saint-Étienne-de-Montluc, Cordemais, Bouée, Frossay, Saint-Viaud, Paimbœuf, Donges, Corsept, Montoir-de-Bretagne, Saint-Brevin-les-Pins, Saint-Nazaire